# ウズベキスタンの大学一覧
ウズベキスタンの大学の一覧。

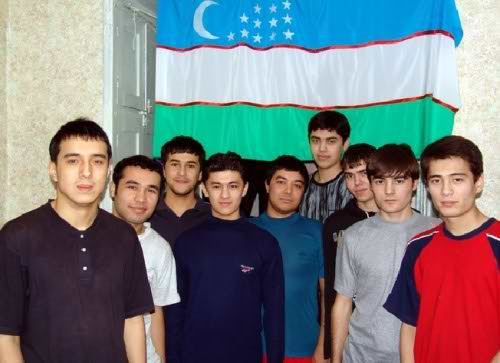
ウズベキスタンの学生

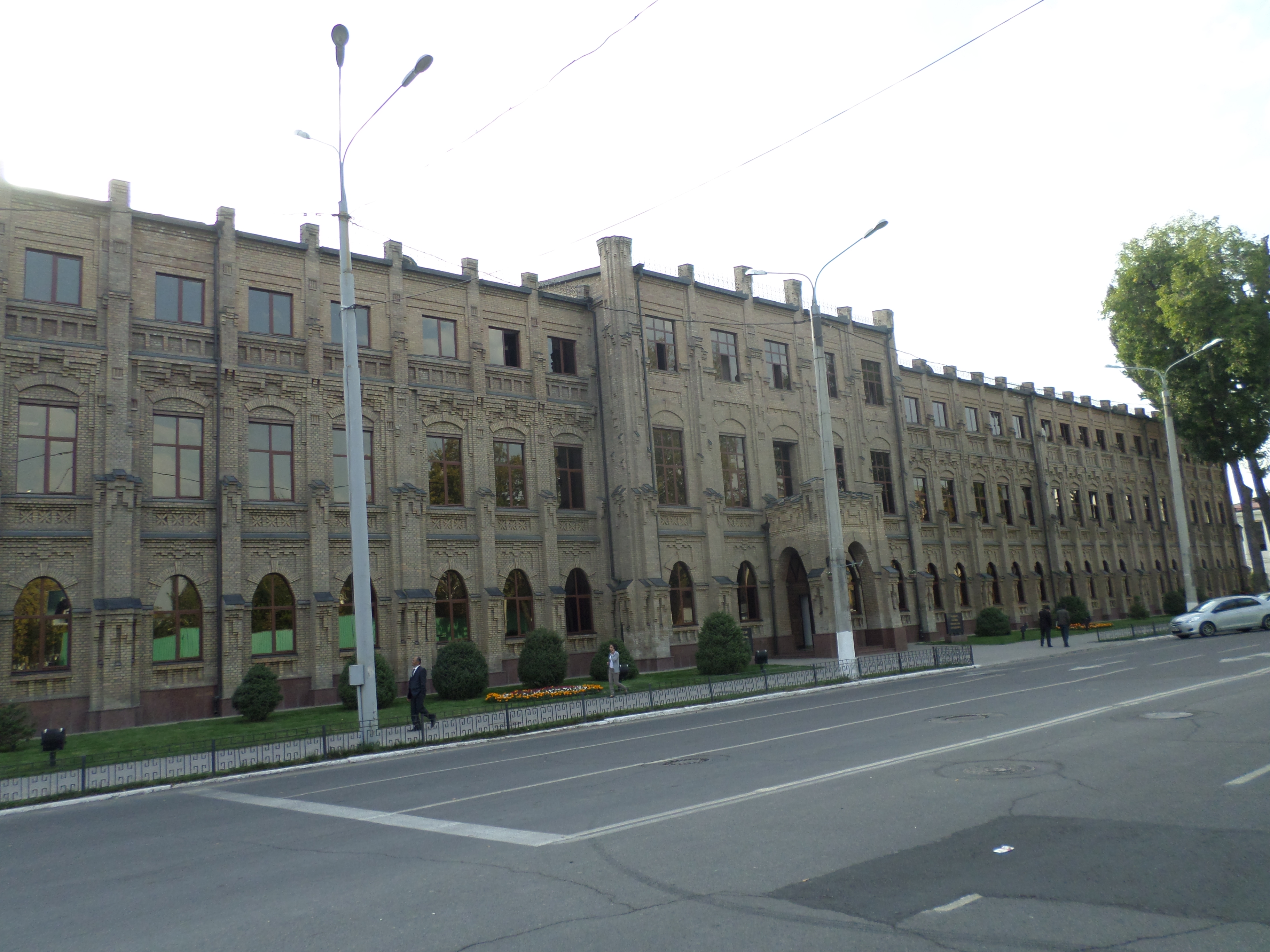
ウエストミンスター国際大学タシュケント校のキャンパス

- ウエストミンスター国際大学タシュケント校（英語版）
- ブハラ州立医学研究所（英語版）
- ブハラ州立大学（英語版）
- ブハラ食料軽工業技術研究所（英語版）
- カルシ工業経済研究所（英語版）
- モスクワ大学タシュケント校（英語版）
- ナマンガン州立大学（英語版）
- ウズベキスタン国立大学
- タシュケント建築工学研究所（英語版）
- タシュケント金融研究所（英語版）
- タシュケント州立法科研究所（英語版）
- タシュケント州立農科大学（英語版）
- タシュケント情報技術大学
- 世界経済外交大学
- シンガポール経営開発研究所（英語版）

この一覧は未完成です。加筆、訂正して下さる協力者を求めています。